# Willa Holland
Willa Joanna Chance Holland (Los Angeles, 18 juni 1991) is een Amerikaans model en actrice. Ze maakte in 2001 haar film- en acteerdebuut als een jongere versie van Faye Skillman (Denise Gentile) in de thriller Ordinary Madness.

## Biografie
Holland is de dochter van de Engelse cineast Keith Holland en de Amerikaanse actrice Darnell Gregorio-De Palma. Ze heeft twee zussen, Brianna Holland (geboren in 1988) en Piper De Palma (geboren in 1996). Holland woonde het grootste deel van haar jeugd in China. In deze periode was ze veel op de set van de film Mission: Impossible, die haar stiefvader Brian De Palma regisseerde.
Holland verbleef in 1999 met haar familie in de Hamptons in Long Island, waar ze na een dag spelen bij Steven Spielberg een idee had om een rol te krijgen in een film. Spielberg zei tegen haar moeder dat ze Holland voor de camera moest zetten. Toen ze in september terugkwam in Los Angeles, schreef Holland zich in bij Ford Modeling Agency. Haar eerste opdracht was voor Burberry.
In 1999 nam De Palma Holland mee naar een theatertalentgroep, waarna ze in verschillende reclames speelde. Toen ze tien jaar oud was, werkte ze samen met haar vader in Ordinary Madness. Ze nam in 2006 de rol van Kaitlin Cooper in The O.C. over. Ze was al fan van de serie voor ze er een aandeel in kreeg. In het vierde seizoen werd Holland hierin een van de hoofdrolspelers.
Holland stond op de cover van Fashion 18 en er werd over haar geschreven in CosmoGirl! en Teen Vogue.

### Privéleven
Holland woont in Brentwood, Los Angeles, samen met haar moeder en haar zusje Piper De Palma. Ze bezocht de Paul Revere Middle School en een korte tijd de Palisades Charter High School. Haar moeder en stiefvader zijn gescheiden.

## Filmografie
*Exclusief televisiefilms
- Tiger Eyes - Davey (2012)
- Straw Dogs - Janice Heddon (2011)
- Chasing 3000 - Jamie (2010)
- Legion - Audrey Anderson (2010)
- Genova - Kelly (2008)
- Middle of Nowhere - Taylor Elizabeth Berry (2008)
- Garden Party - April (2007)
- Ordinary Madness - Jonge Faye (2001)

## Televisieseries
*Exclusief eenmalige gastrollen
- Arrow - Thea Queen / Speedy (2012-2018)
- Gossip Girl - Agnes Andrews (2008-2012, vijf afleveringen)
- The O.C. - Kaitlin Cooper (2006-2007, 22 afleveringen)

## Voetnoten
1. ↑  Volgens de staat van Californië California Birth Index, 1905-1995). Center for Health Statistics, California Department of Health Services, Sacramento, California. Via Ancestry.com
2. 1 2  the TV Tattler. New 'O.C.' Star Willa Holland Dishes About Playing Kaitlin Cooper. Gearchiveerd op 27 februari 2007.
3. ↑  TVGuide.com. How Low Can O.C.'s Young Kaitlin Go?. Gearchiveerd op 25 maart 2008. }
4. ↑  contactmusic.com. SPIELBERG GAVE THE OC'S HOLLAND HER BIG BREAK. Gearchiveerd op 25 oktober 2012. Geraadpleegd op 10 mei 2013.
5. ↑  People.com. Introducing ... Willa Holland. Gearchiveerd op 6 januari 2014. Geraadpleegd op 10 mei 2013.
6. ↑  Zap2It. Holland's New Mini-Cooper Revs onto 'The O.C.'. Gearchiveerd op 23 februari 2014. Geraadpleegd op 10 mei 2013.

- Biblioteca Nacional de España: XX5001171
- Gemeinsame Normdatei: 143816896
- International Standard Name Identifier: 0000 0001 1878 9132
- Library of Congress Control Number: no2011060891
- Nationale Bibliotheek van Tsjechië: xx0093512
- Virtual International Authority File: 85925856
- WorldCat: E39PBJtmwFBTMbyTMBwgVv6BT3